# Brandãozinho
José Carlos Silveira Braga (Boa Esperança do Sul, Brasil; 24 de enero de 1930-Araraquara, Brasil; 5 de enero de 2021), más conocido como Brandãozinho, fue un futbolista profesional brasileño que jugó como delantero en clubes de Brasil, Francia, España y Mónaco.

## Vida y carrera
Brandãozinho nació el 24 de enero de 1930 en Boa Esperança do Sul, Brasil. En su carrera futbolística, jugó en los equipos de fútbol Paulista de São Carlos, Jabaquara, Palmeiras (participó en el partido Torneio Rio vs São Paulo ganado en 1951), Santos, Mónaco, Niza, Celta Vigo, Espanyol y Real Oviedo.

## Muerte
Brandãozinho murió el 5 de enero de 2021 en Araraquara, Brasil a la edad de 90 años. 